# Giovanni Tornabuoni
Giovanni Tornabuoni fue un banquero y mecenas italiano.

## Biografía
Nació en la ciudad de Florencia en el siglo XV. Falleció con posterioridad a 1490. Fue padre de dos varones, Lorenzo e Giovanni.
Hombre de confianza de la familia Medici, ya que era hermano de Lucrezia Tornabuoni, y por lo tanto tío de Lorenzo el Magnífico). Fue director de la filial romana del negocio de los Medici y tesorero del papa Sixto IV.
Fue también embajador de Florencia en Roma en los años 1480 y 1484) y confaloniero de Justicia en 1482. Se casó con Francesca Pitti, hija del potentado Luca Pitti, que dio nombre al famoso palacio florentino, y quedó viudo en el año 1477. Reflejo del dolor por tan inesperada pérdida fue una carta enviada desde Roma por el viudo a su sobrino Lorenzo el Magnífico. Mandó construir en su recuerdo una capilla en Santa Maria sopra Minerva, decorada con frescos de Domenico Ghirlandaio, en la actualidad perdidos. 
En 1485 firmó el contrato con Domenico Ghirlandaio para la realización de un grandioso ciclo di frescos en la capilla mayor de Santa Maria Novella, posteriormente llamada Capilla Tornabuoni. En este ciclo, el más grande de Florencia, quedaron retratados numerosos miembros de la familia Tornabuoni y de lo más granado de la sociedad florentina. Aparece él mismo, junto a su mujer Francesca en la posición típica de comitentes. 

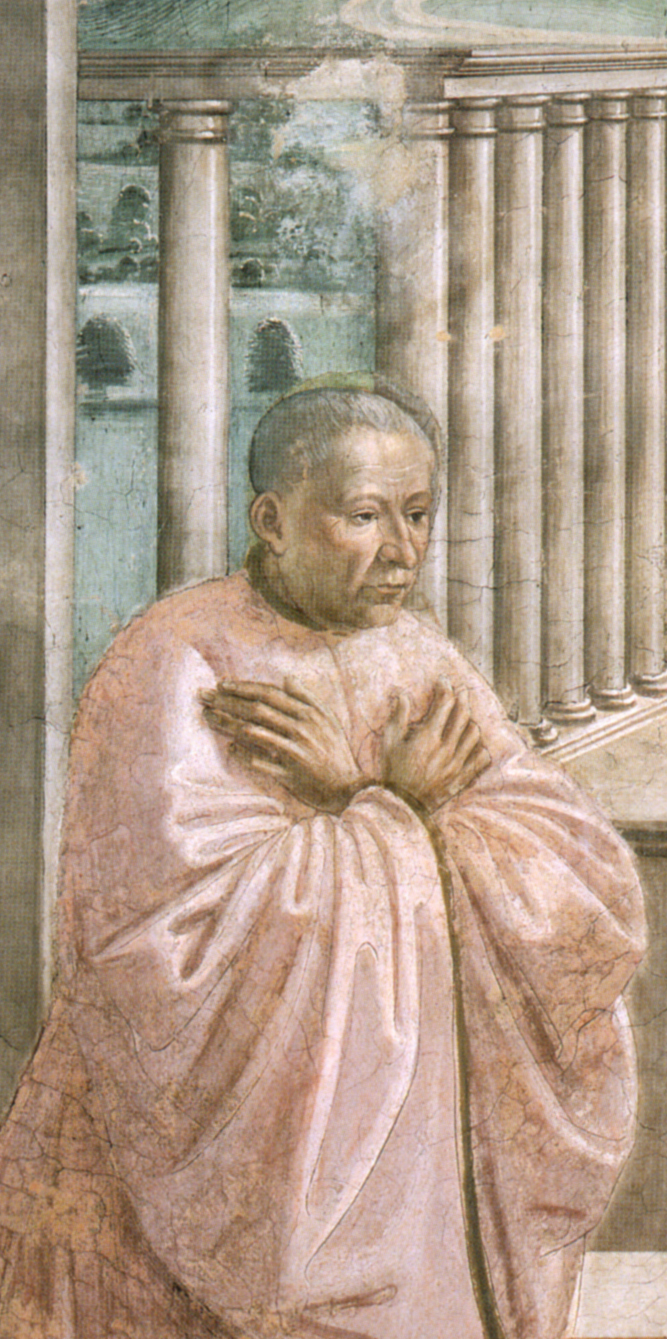
Domenico Ghirlandaio, Orante (Giovanni Tornabuoni), fresco en la Capilla Tornabuoni de Santa Maria Novella, Florencia